# Linea Seibu Kokubunji
La  Linea Seibu Kokubunji (西武国分寺線?, Seibu Kokubunji-sen) è una linea ferroviaria suburbana a scartamento ridotto gestita dalle Ferrovie Seibu situata nella periferia occidentale di Tokyo. La ferrovia fa parte dei servizi diretti della linea Seibu Shinjuku, e alcuni treni continuano su questa fino alla stazione di Hon-Kawagoe, e fino alla Seibuen sulla linea Seibu Seibuen.

## Storia
La ferrovia venne inaugurata nel 1894 come parte della Ferrovia di Kawagoe-Kokubunji. All'epoca la stazione di Ogawa era la sola fermata intermedia della linea. Nel 1927 la ferrovia venne divisa a Higashi-Murayama con l'apertura di una nuova sezione fra quest'ultima e Takadanobaba. La sezione rimanente divenne l'attuale linea Kokubunji, che nel 1948 fu elettrificata. In seguito, fra Ogawa e Kokubunji vennero aggiunte due stazioni: Takanodai nel 1948, e Koigakubo nel 1955. La sistemazione del torrente Hanesawa e il raddoppio dei binari fra questo punto e Koigakubo fu completato nel 1968, e dal luglio 2008 sulla linea vengono effettuati annunci sonori anche in inglese, oltre che in giapponese.

## Stazioni
| Stazione         | Giapponese | Distanza | Collegamenti                         | Posizione       | Posizione |
| ---------------- | ---------- | -------- | ------------------------------------ | --------------- | --------- |
| Kokubunji        | 国分寺     | 0.0      | Linea Seibu Tamako Linea Rapida Chūō | Kokubunji       | Tokyo     |
| Koigakubo        | 恋ヶ窪     | 2.1      |                                      | Kokubunji       | Tokyo     |
| Takanodai        | 高野台     | 3.6      |                                      | Kodaira         | Tokyo     |
| Ogawa            | 小川       | 5.1      | Linea Seibu Haijima                  | Kodaira         | Tokyo     |
| Higashi-Murayama | 東村山     | 7.8      | Linea Seibu Shinjuku Linea Seibu-en  | Higashimurayama | Tokyo     |